# Rocciamelone
Rocciamelone este o arie protejată (arie specială de conservare — SAC, sit de importanță comunitară — SCI) din Italia întinsă pe o suprafață de 1.966 ha, integral pe uscat.

## Localizare
Centrul sitului Rocciamelone este situat la coordonatele 45°10′28″N 7°05′26″E / 45.174444°N 7.090556°E.

## Înființare
Situl Rocciamelone a fost declarat sit de importanță comunitară în septembrie 1995 pentru a proteja 16 specii de animale. Situl a fost protejat și ca arie specială de conservare în noiembrie 2017.

## Biodiversitate
Situată în ecoregiunea alpină, aria protejată conține 10 habitate naturale: Păduri de fag Luzulo-Fagetum, Pajiști uscate seminaturale și facies de acoperire cu tufișuri pe substraturi calcaroase (Festuco-Brometalia) (* situri importante pentru orhidee), Păduri alpine de Larix decidua și/sau Pinus cembra, Pajiști alpine și subalpine calcaroase, Grohotișuri termofile și vest-mediteraneene, Păduri de Castanea sativa, Izvoare petrifiante cu formare de travertin (Cratoneurion), Pante stâncoase calcaroase cu vegetație casmofită, Formațiuni pioniere alpine de Caricion bicoloris-atrofuscae, Fânețe montane.
La baza desemnării sitului se află mai multe specii protejate:
- păsări (14): ciocârlie-de-câmp (Alauda arvensis), potârnichea de stâncă (Alectoris graeca saxatilis), acvilă de munte (Aquila chrysaetos), caprimulg (Caprimulgus europaeus), prepeliță (Coturnix coturnix), ciocănitoare neagră (Dryocopus martius), Eudromias morinellus, zăgan (Gypaetus barbatus), vulturul pleșuv sur (Gyps fulvus), Lagopus muta helvetica, sfrâncioc roșiatic (Lanius collurio), Lyrurus tetrix tetrix, mierlă (Turdus merula), sturz-cântător (Turdus philomelos)
- mamifere (1): lupul (Canis lupus)
- nevertebrate (1): Euplagia quadripunctaria

Pe lângă speciile protejate, pe teritoriul sitului au mai fost identificate 5 specii de plante, 1 specie de amfibieni, 16 specii de mamifere, 13 specii de nevertebrate, 3 specii de reptile.